# Cuadrangular de Santiago 1968
El Cuadrangular de Santiago 1968 corresponde a un torneo amistoso de fútbol de carácter internacional, jugado en el mes de marzo, como pretemporada previa al inicio del Campeonato Profesional de 1968.
Se realizó en el Estadio Santa Laura en dos días sucesivos, lo que predispuso a los equipos participantes para que aprovechasen de promocionar jugadores jóvenes. 
Fue ganado por Universidad de Chile.

## Datos de los equipos participantes
| Equipo               | Calidad                                                       |
| -------------------- | ------------------------------------------------------------- |
| Universidad de Chile | Anfitrión y campeón de la Primera División de Chile 1967      |
| Unión Española       | Anfitrión y cuarto lugar de la Primera División de Chile 1967 |
| Audax Italiano       | Anfitrión y décimo lugar de la Primera División de Chile 1967 |
| Atlético Cerro       | Invitado y tercero de la Primera División de Uruguay 1967     |

### Aspectos generales

#### Modalidad
El torneo se jugó bajo el sistema de eliminación directa en dos fechas. Teniendo la primera fecha el carácter de etapa clasificatoria de tal forma que en la segunda fecha los equipos perdedores definen el tercer y cuarto lugar y la final enfrenta a los dos equipos ganadores, resultando campeón aquel equipo que gane este último partido.

## Partidos

### Semifinales
| 23 de marzo de 1968                                                          | Unión Española | 2:2 | Audax Italiano | Estadio Santa Laura de Santiago, Santiago |  |
| Clasifica a la final Unión Española que ganó 6 – 5 la definición de penales. |                |     |                |                                           |  |

| 23 de marzo de 1968 | Universidad de Chile | 2:0 | Atlético Cerro | Estadio Santa Laura de Santiago, Santiago |  |

### Tercer puesto
| 24 de marzo de 1968 | Audax Italiano                  | 2:1 | Atlético Cerro | Estadio Santa Laura de Santiago, Santiago |  |
|                     | Carlos Reinoso · Roberto Zárate |     | Sammi          |                                           |  |

### Final
| 24 de marzo de 1968 | Universidad de Chile | 6:0 | Unión Española | Estadio Santa Laura de Santiago, Santiago |  |

## Campeón
| Chile                |
| Universidad de Chile |